# 격팔상생법
격팔상생법(隔八相生法)은 한국음악에서 12음을 조율하는 방법이다.
황종관을 기준하여 12율관을 셈하는데 황종에서 8율을 격(隔)하여, 다시 말해서 8개의 율(7반음)을 세어 올라가서 '임종'을 셈하고, 임종에서 8율을 격하여 '태주'를 셈하고, '태주'에서 8율을 격하여 '남려'를 셈하고, 이렇게 하여 차례로 8율을 격하여 셈하면 12율을 모두 셈하게 되는데 이것을 격팔상생법이라 한다.

## 같이 보기
- 삼분손익법